# آجودانیه
آجودانیه، یکی از محله‌های اعیان‌نشین و لوکس واقع در شمال کلانشهر تهران و شهرستان شمیرانات است که یکی از گران‌قیمت‌ترین مناطق مسکونی تهران به حساب می‌آید و ساختمان‌های مدرن و لوکس بسیاری در این محله وجود دارد. خیابان عریض آجودانیه و کوچه‌های نسبتاً اصولی و همچنین بافت‌های قدیمی این منطقه که اکثراً باغات با قواره زمین‌های بزرگ بوده‌اند، باعث شده که محله آجودانیه از اصول شهرسازی مناسبی برخوردار باشد و به دلیل فشرده نبودن بافت‌ها این محله دارای ترافیک نمی‌باشد.

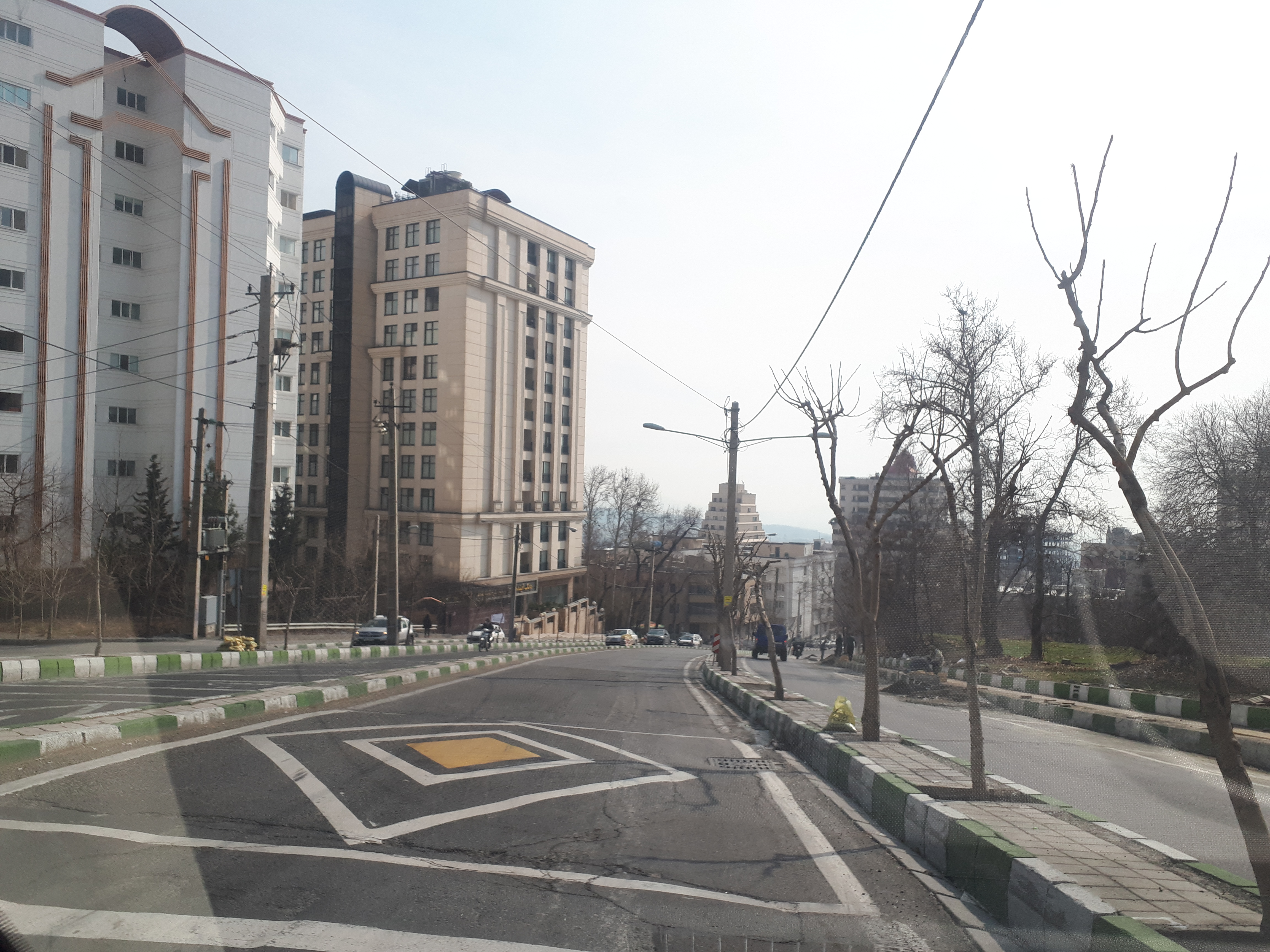
خیابان آجودانیه (خ سباری)

| آجودانیه |
| شناسه‌ها - شهر: تهران (شمیرانات) - جایگاه جغرافیایی در شهر: شمال - پایان شمالی: دارآباد، کاشانک - پایان جنوبی: فرمانیه، اقدسیه - پایان غربی: نیاوران، صاحبقرانیه - پایان شرقی: اقدسیه - منطقه شهرداری: ۱ - منطقه پستی: ۱۹ - پیش‌شماره تلفن: ۲۲ |

## موقعیت
موقعیت آجودانیه به مرکزیت خیابان آجودانیه (خیابان سباری) از شمال به دارآباد، کاشانک از جنوب به فرمانیه و از شرق به اقدسیه و از غرب به نیاوران، صاحبقرانیه محدود می‌شود.
خیابان آجودانیه به دلیل واقع شدن در دامنه رشته کوه البرز دارای شیب زیادی است؛ به‌طوری‌که ارتفاع این خیابان از ۱۵۵۰ متر بالاتر از سطح دریا در جنوب تا ۱۷۲۵ متر در شمال متغیر است.

## تاریخچه محله
آجودانیه متعلق به آقا رضا خان اقبال‌السلطنه، وزیر قورخانه ناصرالدین شاه قاجار بوده‌است. او ابتدا آجودان مخصوص شاه بود و سپس به لقب عکاس باشی مفتخر شد و به علاوه حساب‌دار ناصرالدین شاه نیز بود.
آقا رضاخان زمین‌های آجودانیه را از مالکان خرید و از آن پس این منطقه به چاله باغ معروف شد. بعدها این زمین‌ها به دست میرآخور (پسر عضدالملک نایب‌السلطنه) افتاد. او نیز درختان باغ را قطع کرد و زمین آن را به ارباب جمشید و لشکر فیروز فروخت، و نهایتاً فردی به نام چیت‌ساز مالک آن شد. این منطقه از محله‌های اصیل تهرانی است و جرم و جنایت در آن کم است. نرخ بیکاری آن سنجیده نشده ولی ظاهراً کم است.

## آب و هوا
آجودانیه به علت واقع شدن در دامنه‌های رشته کوه البرز دارای آب و هوای لطیف کوهستانی بوده و نیز به علت باغات متعدد به جا مانده از قبل دارای هوای پاکیزه‌ای نسبت به بقیه مناطق است.

## خیابان‌ها و کوچه‌ها
- خیابان آجودانیه (خ سباری)

این خیابان دو طرفه و شامل چهار لاین هست که دو لاین (یکی از لاین‌ها کندرو) به سمت شمال و دو لاین (یکی از لاین‌ها کندرو) به سمت جنوب می‌باشد.
- کوچه‌های اول شرقی الی چهاردهم شرقی

(برخی از کوچه علاوه بر شماره دارای نام نیز می‌باشند)
- کوچه‌های اول غربی الی هفتم غربی

(برخی از کوچه‌ها علاوه بر شماره دارای نام نیز می‌باشند)
- خیابان منجیل
- خیابان سپند
- خیابان محمدی

## مراکز خرید و بوستان‌ها

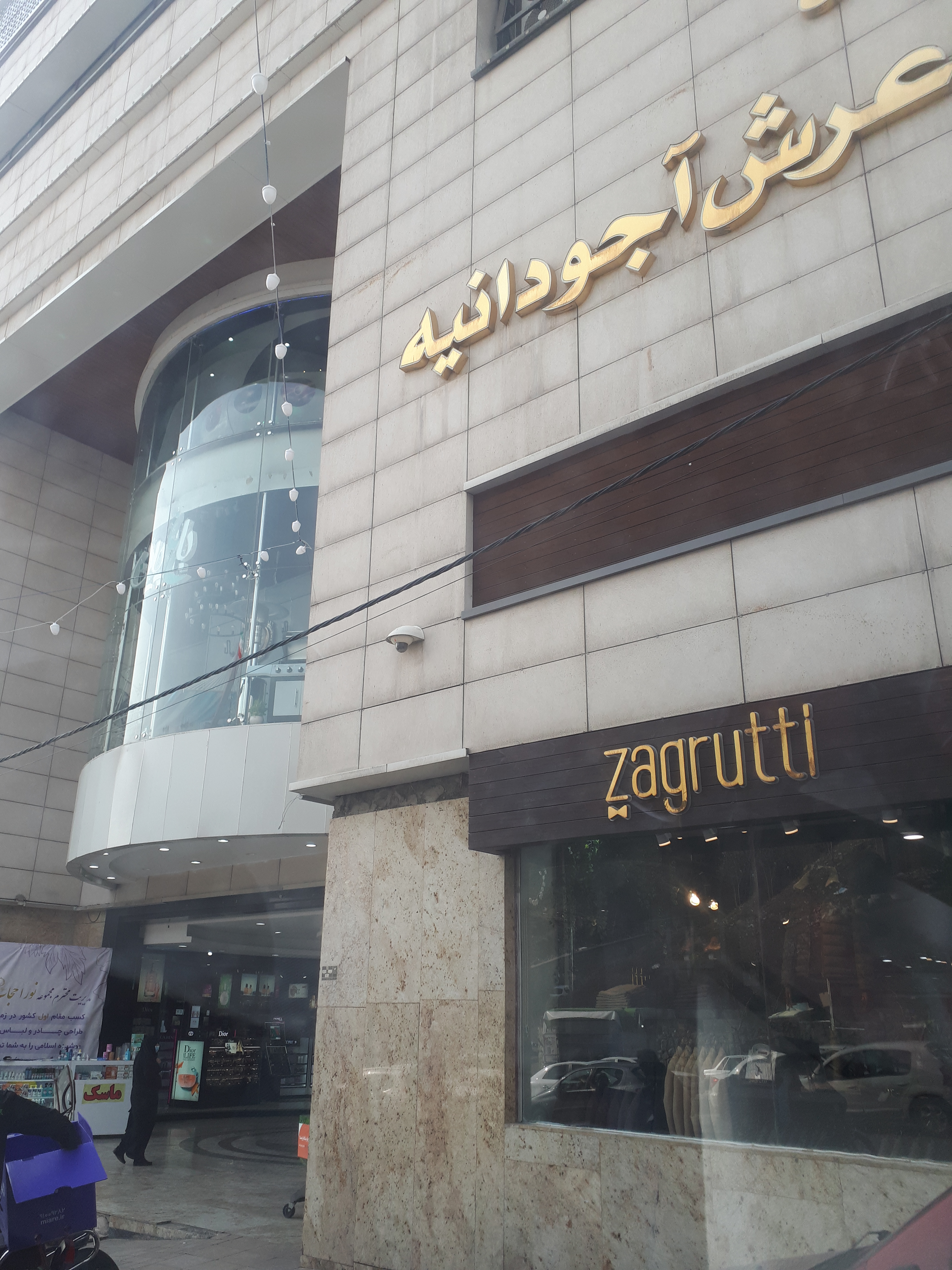
مجتمع تجاری و تفریحی عرش آجودانیه

- ساختمان آگُرا
- مجتمع تجاری و تفریحی عرش آجودانیه
- هایپرمی آجودانیه
- بازارچه تعاونی طوبی ارتش
- پارک شطرنج